# خانه عبدالحمید تولایی
خانه عبدالحمید تولایی مربوط به دوره قاجار است و در شیراز، کوچه مقنی‌ها، بن‌بست فرجام، پلاک ۵۱ واقع شده و این اثر در تاریخ ۱۰ خرداد ۱۳۸۲ با شمارهٔ ثبت ۸۶۷۵ به‌عنوان یکی از آثار ملی ایران به ثبت رسیده است.